# 丹尼爾·格拉斯默克
丹尼爾·格拉斯默克（德語：Daniel Graßmück，1987年1月8日—），奧地利男子羽毛球運動員。

## 簡歷
2017年3月，丹尼爾·格拉斯默克與卢卡·瓦贝尔合作出戰秘魯羽毛球國際系列賽男子雙打項目，在決賽以2比1的成績（14-21、21-15、21-15）擊敗隊友多米尼克·什蒂普希奇/罗曼·泽恩沃德組合，奪得個人生涯中首個國際賽冠軍。

## 主要比賽成績
只列出曾進入準決賽的國際賽事成績：
| 年份   | 賽事                   | 公開賽級別 | 項目     | 拍檔              | 成績   |
| ------ | ---------------------- | ---------- | -------- | ----------------- | ------ |
| 2009年 | 斯洛文尼亞羽毛球國際賽 | 國際系列賽 | 男子雙打 | 罗曼·泽恩沃德     | 亞軍   |
| 2009年 | 塞浦路斯羽毛球國際賽   | 國際系列賽 | 男子雙打 | 罗曼·泽恩沃德     | 準決賽 |
| 2012年 | 保加利亞羽毛球公開賽   | 國際系列賽 | 男子雙打 | 大卫·奥伯诺斯特勒 | 準決賽 |
| 2017年 | 秘魯羽毛球國際系列賽   | 國際系列賽 | 男子雙打 | 卢卡·瓦贝尔       | 冠軍   |
| 2018年 | 毛里裘斯羽毛球國際賽   | 未來系列賽 | 男子雙打 | 罗曼·泽恩沃德     | 冠軍   |

| 2007-2017年 | 首要超級賽 | 超級賽 | 黃金大獎賽 | 大獎賽 | 國際挑戰賽 | 國際系列賽 | 未來系列賽 | 其他 |

| 2018-2026年 | 總決賽 | 超級1000賽 | 超級750賽 | 超級500賽 | 超級300賽 | 超級100賽 | 國際挑戰賽 | 國際系列賽 | 未來系列賽 | 其他 |

### 奧運會和世錦賽參賽紀錄
|          | 搭檔          | 2010 |
| -------- | ------------- | ---- |
| 男子雙打 | 罗曼·泽恩沃德 | 32強 |